# 馬丁·霍伍德

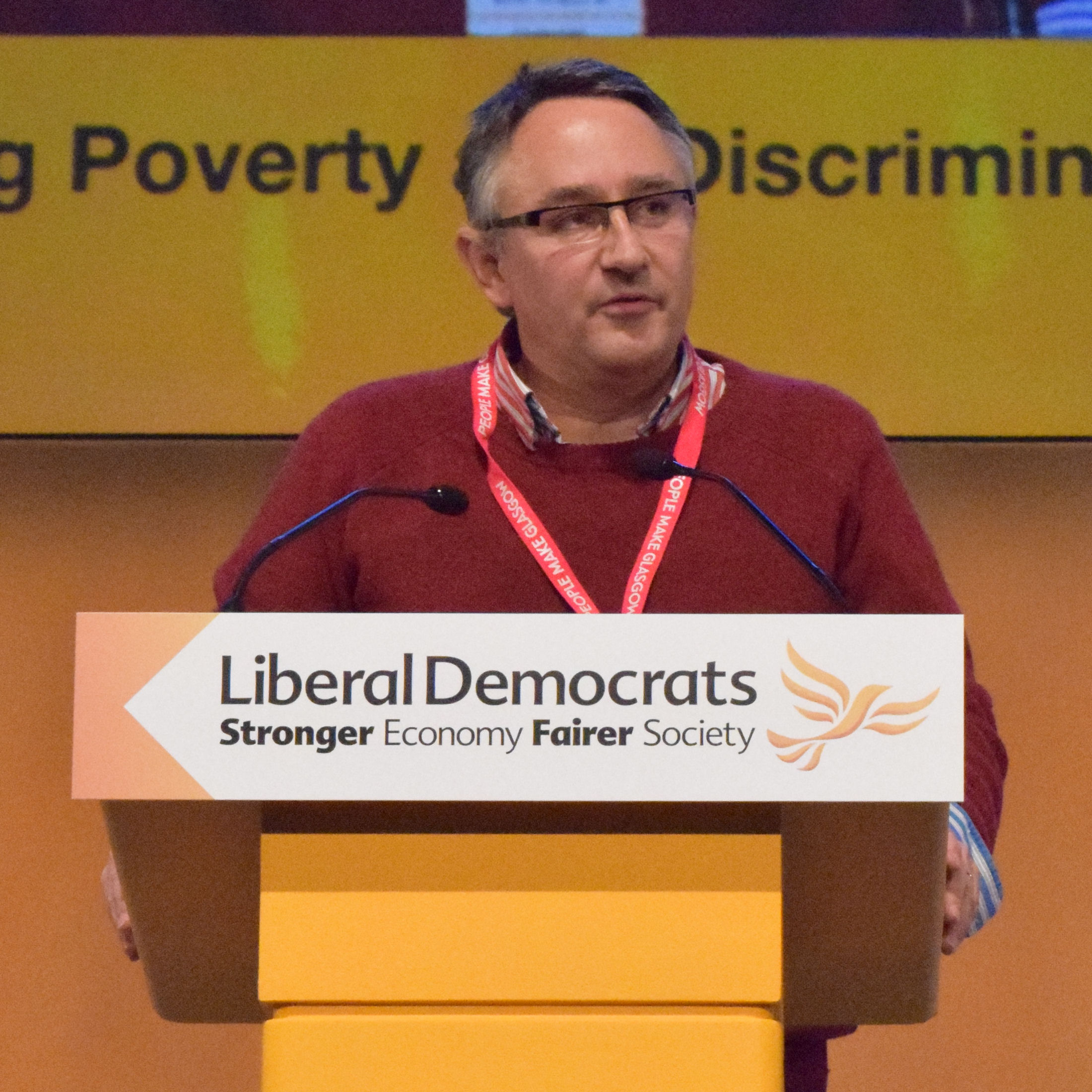

馬丁·查爾斯·霍伍德（Martin Charles Horwood，1962年10月12日—）是一位英格蘭政治人物，他的黨籍是自由民主黨。在2005年至2015年，他曾經擔任切爾滕納姆選區選出的英國下議院議員。2019年，他當選西南英格蘭選區的歐洲議會議員，至翌年英國脫歐。